# 북이십일
북이십일은 2000년에 재설립된 출판사이다. 1999년 첫 출판 등록은 21세기북스로 출발했고 2000년 문화도서 전문 브랜드인 ‘컬쳐라인’을 설립하면서 법인으로 전환해 (주)북이십일로 통합됐다. 설립 당시 21세기 북스를 먼저 설립한 뒤 2000년에 북이십일을 설립하여 지금에 이르고 있으며, 아울북, 을파소, 모질게, 아르테 등의 브랜드를 가진 종합출판사이다. 《마법 천자문》, 《칭찬은 고래도 춤추게 한다》,《설득의 심리학》으로 유명한 출판사이기도 하다.
요조와 장강명이 진행하는 책 이게 뭐라고 등의 팟캐스트를 제작한다.